# La Vieille Dame de Bayeux
La Vieille Dame de Bayeux est une nouvelle de Georges Simenon, publiée en 1939.  Elle fait partie de la série des Maigret.

## Historique
La nouvelle est écrite à Neuilly pendant l'hiver 1937-1938 ou à Porquerolles en mars 1938.  Elle connaît une première publication lors d'une édition pré-originale dans l'hebdomadaire Police-Roman, no 41 du 3 février 1939.
La nouvelle est reprise dans le recueil Les Nouvelles Enquêtes de Maigret en 1944 chez Gallimard.

## Résumé
Maigret prend connaissance du billet d'un magistrat le priant de recevoir Cécile Ledru, dans le cadre d'une affaire de famille à traiter avec la plus grande circonspection. Une fois de plus, il s'agit d'un parent de quelque haut fonctionnaire ou de quelque personnage considérable qu'il faudra ménager.
Cécile Ledru, jeune femme de vingt-huit ans, confie à Maigret les soupçons qu'elle porte sur le décès de Joséphine Croizier, une riche veuve de soixante-huit ans, dont elle était la demoiselle de compagnie. Cécile porte à la victime une grande affection : c'est elle qui l'a recueillie après la mort de ses parents et elle lui doit tout.

## Éditions
- Édition originale : Gallimard, 1944
- Tout Simenon, tome 24, Omnibus, 2003  (ISBN 978-2-258-06109-5)
- Folio Policier, n° 679, 2013  (ISBN 978-2-07-030451-6)
- Tout Maigret, tome 10, Omnibus,  2019  (ISBN 978-2-258-15349-3)

## Adaptations
- The Old Lady of Bayeux, (épisode de la série télévisée Suspense), réalisé par Robert Stevens, avec Luis van Rooten dans le rôle du commissaire Maigret (1952)
- La vecchia signora di Bayeux, téléfilm italien de Mario Landi, avec Gino Cervi, diffusé en 1966.
- Maigret et la Vieille Dame de Bayeux, téléfilm de Philippe Laïk, avec Jean Richard, diffusé en 1988.
- Maigret et la Demoiselle de compagnie, téléfilm de Franck Apprederis, avec Bruno Cremer, diffusé en 2005.